# Thyreus scutellaris
Thyreus scutellaris là một loài Hymenoptera trong họ Apidae. Loài này được Fabricius mô tả khoa học năm 1781.